# Strymon istapa
Strymon istapa is een vlindersoort uit de familie van de Lycaenidae. De wetenschappelijke naam van de soort werd in 1867 als Thecla istapa gepubliceerd door Tryon Reakirt. De spanwijdte bedraagt 24 tot 30 millimeter. De achtervleugel draagt één enkel staartje.

## Verspreiding
De soort komt voor in het zuiden van de Verenigde Staten, Midden-Amerika, Zuid-Amerika en in de Caraïben. Op Cuba is het de meest algemene kleine page.

## Nectarplanten
Op Cuba heeft deze soort als nectarplanten: Stachytarpheta jamaicensis, Bidens pilosa, Suriana maritima, Heliotropium, Croton, Ageratum, Melochia, Daucus.

## Waardplanten
Op Cuba leeft de rups op de bloemen van een groot aantal soorten planten zoals Sida, Melochia, Hibiscus (Malvaceae) en Ruellia blechum (Acanthaceae), Sterculiaceae, Portulacaceae en Surianaceae.